# Prosopocoilus mirabilis
Prosopocoilus mirabilis is een keversoort uit de familie vliegende herten (Lucanidae). De wetenschappelijke naam van de soort is voor het eerst geldig gepubliceerd in 1904 door Boileau.